# Tercera División de Chile 2003
El Torneo Nacional de Tercera División de Chile de 2003 fue disputado por 27 equipos de todo el país, con jugadores nacionales menores de 23 años, razón por la cual el torneo, en todas sus ediciones, es conocido como Torneo Nacional Sub-23. 
El Campeonato se jugó entre marzo y diciembre de 2003, separándose entre Torneo de Apertura y Torneo de Clausura. Entregó un cupo de ascenso a la Primera B, que fue obtenido por San Luis de Quillota, campeón del Torneo.

## Movimientos divisionales
| Pos | a Primera B de Chile 2003  |
| --- | -------------------------- |
| 1º  | Deportes Copiapó (Campeón) |

| Pos | a Tercera División de Chile 2003 |
| --- | -------------------------------- |
| 1º  | Deportes Quilicura               |
| 2º  | Lautaro de Buin                  |

| Pos | Aceptados en Tercera División de Chile 2003 |
| --- | ------------------------------------------- |
| -   | Deportes Laja                               |
| -   | Huachipato B (Filial)                       |
| -   | C.D. Los Cóndores                           |
| -   | Selección de Palestina                      |
| -   | Uniacc                                      |

| Pos     | desde Primera B de Chile 2002 |
| ------- | ----------------------------- |
| 8º (LD) | Deportes Iquique              |

| Pos      | a Cuarta División de Chile 2003       |
| -------- | ------------------------------------- |
| 14º (ZN) | Academia Santa Inés (Disuelto)        |
| 10º (ZS) | Santa María de los Ángeles (Disuelto) |

| Pos      | Abandono de la Competencia.              |
| -------- | ---------------------------------------- |
| 9º (ZN)  | Deportes La Serena B (Filial) (Disuelto) |
| 10º (ZN) | C.T.I (Disuelto)                         |

## Equipos participantes
| Equipo                                             | Ciudad                     |
| -------------------------------------------------- | -------------------------- |
| Barnechea                                          | Lo Barnechea               |
| Colchagua                                          | San Fernando               |
| Concón National                                    | Con Con                    |
| Constitución Unido                                 | Constitución               |
| Archivo:600px Rosso Bianco e Blue.png Cristo Salva | Santiago                   |
| Curicó Unido                                       | Curicó                     |
| Deportes Laja                                      | Laja                       |
| Deportes Linares                                   | Linares                    |
| Deportes Quilicura                                 | Quilicura                  |
| Deportes Santa Cruz                                | Santa Cruz                 |
| General Velásquez                                  | San Vicente de Tagua Tagua |
| Hosanna                                            | La Pintana                 |
| Huachipato B                                       | Talcahuano                 |
| Iberia                                             | Los Ángeles                |
| Lautaro de Buin                                    | Buin                       |
| Los Cóndores                                       | Colbún                     |
| Malleco Unido                                      | Angol                      |
| Municipal Iquique                                  | Iquique                    |
| Municipal Limache                                  | Limache                    |
| Municipal Nogales Melón                            | Hijuelas                   |
| Ñublense                                           | Chillán                    |
| San Antonio Unido                                  | San Antonio                |
| San Luis                                           | Quillota                   |
| Selección de Palestina                             | Santiago                   |
| Trasandino                                         | Los Andes                  |
| Uniacc                                             | Santiago                   |
| Universidad Católica B                             | Las Condes                 |

## Torneo de Apertura
Los 27 equipos participantes fueron divididos en 2 zonas(Norte y Sur) y distribuidos en 6 grupos de 4 equipos cada uno, con excepción del grupo Norte D la cual poseyó 5, fueron seleccionados para disputar los Play-offs finales los 4 mejores equipos de cada zona, posteriormente los campeones de cada zona clasificaban al hexagonal final por el ascenso.
Este torneo otorgó una bonificación especial de cara al torneo de Clausura según la posición lograda en el grupo: +3 pts. para el ganador del grupo, segundos y terceros lugares +2pts y el último lugar +1pt. El ganador del torneo de Apertura clasifica a hexagonal final por el título.

### Fase Grupal Norte

#### Grupo Norte A
| Pos | Equipo                  | Pts | PJ | G | E | P | GF | GC | DIF |
| --- | ----------------------- | --- | -- | - | - | - | -- | -- | --- |
| 1   | San Luis                | 14  | 6  | 4 | 2 | 0 | 21 | 14 | +7  |
| 2   | Municipal Limache       | 11  | 6  | 3 | 2 | 1 | 12 | 6  | +6  |
| 3   | Municipal Nogales Melón | 7   | 6  | 2 | 1 | 3 | 7  | 13 | -6  |
| 4   | Concón National         | 1   | 6  | 0 | 1 | 5 | 5  | 22 | -17 |

#### Grupo Norte B
| Pos | Equipo             | Pts | PJ | G | E | P | GF | GC | DIF |
| --- | ------------------ | --- | -- | - | - | - | -- | -- | --- |
| 1   | Barnechea          | 12  | 6  | 4 | 2 | 0 | 17 | 11 | +6  |
| 2   | Trasandino         | 10  | 6  | 3 | 1 | 2 | 9  | 11 | -2  |
| 3   | Deportes Quilicura | 9   | 6  | 3 | 0 | 3 | 15 | 12 | -3  |
| 4   | Cristo Salva C. V. | 4   | 6  | 1 | 1 | 4 | 9  | 16 | -7  |

#### Grupo Norte C
| Pos | Equipo                 | Pts | PJ | G | E | P | GF | GC | DIF |
| --- | ---------------------- | --- | -- | - | - | - | -- | -- | --- |
| 1   | Universidad Católica B | 20  | 8  | 6 | 2 | 0 | 25 | 3  | +22 |
| 2   | San Antonio Unido      | 15  | 8  | 4 | 3 | 1 | 17 | 5  | +12 |
| 3   | Lautaro de Buin        | 11  | 8  | 3 | 2 | 3 | 10 | 9  | +1  |
| 4   | Hosanna                | 10  | 8  | 3 | 1 | 4 | 9  | 8  | +1  |
| 5   | Selección de Palestina | 0   | 8  | 0 | 0 | 8 | 3  | 39 | -36 |

|  | Clasifica a los Play-Off |

### Semifinales Zona Norte
|  | Universidad Católica B | 0:2 | San Luis |  |  |

|  | San Luis | 4:1 | Universidad Católica B |  |  |

Marcador agregado 6–1. San Luis avanza a la final de la zona norte del Torneo de Apertura de la Tercera División de Chile 2003.
|  | Municipal Limache | 2:0 | Barnechea |  |  |

|  | Barnechea | 0:3 | Municipal Limache |  |  |

Marcador agregado 5–0. Municipal Limache avanza a la final de la zona norte del Torneo de Apertura de la Tercera División de Chile 2003.

#### Tercer Lugar
|  | Universidad Católica B | 2:2 | Barnechea |  |  |

|  | Barnechea | 2:0 | Universidad Católica B |  |  |

Marcador agregado 4–2. Barnechea obtiene el tercer lugar zona norte del Torneo de Apertura de la Tercera División de Chile 2003.

#### Final
|  | San Luis | 3:1 | Municipal Limache |  |  |

|  | Municipal Limache | 2:2 | San Luis |  |  |

Marcador agregado 5–3. San Luis obtiene el título de la zona norte del Torneo de Apertura de la Tercera División de Chile 2003.

### Fase Grupal Sur

#### Grupo Sur D
| Pos | Equipo        | Pts | PJ | G | E | P | GF | GC | DIF |
| --- | ------------- | --- | -- | - | - | - | -- | -- | --- |
| 1   | Iberia        | 13  | 6  | 5 | 0 | 1 | 13 | 8  | +5  |
| 2   | Malleco Unido | 11  | 6  | 2 | 3 | 1 | 12 | 9  | +3  |
| 3   | Ñublense      | 5   | 6  | 1 | 2 | 3 | 9  | 9  | 0   |
| 4   | Deportes Laja | 5   | 6  | 0 | 0 | 3 | 4  | 12 | -8  |

#### Grupo Sur E
| Pos | Equipo             | Pts | PJ | G | E | P | GF | GC | DIF |
| --- | ------------------ | --- | -- | - | - | - | -- | -- | --- |
| 1   | Deportes Linares   | 11  | 6  | 3 | 2 | 1 | 7  | 7  | 0   |
| 2   | Curicó Unido       | 8   | 6  | 2 | 2 | 2 | 12 | 9  | +3  |
| 3   | Constitución Unido | 5   | 6  | 2 | 2 | 2 | 7  | 6  | +1  |
| 4   | Los Cóndores       | 5   | 6  | 1 | 2 | 3 | 4  | 8  | -4  |

#### Grupo Sur F
| Pos | Equipo              | Pts | PJ | G | E | P | GF | GC | DIF |
| --- | ------------------- | --- | -- | - | - | - | -- | -- | --- |
| 1   | Colchagua           | 12  | 6  | 4 | 0 | 2 | 16 | 10 | +6  |
| 2   | Deportes Santa Cruz | 11  | 6  | 3 | 2 | 1 | 14 | 8  | +6  |
| 3   | Universidad UNIACC  | 7   | 6  | 2 | 1 | 3 | 12 | 15 | -3  |
| 4   | General Vélasquez   | 4   | 6  | 1 | 1 | 4 | 3  | 12 | -9  |

|  | Clasifica a los Play-Off |

### Semifinales Zona Sur
|  | Colchagua | 0:1 | Iberia |  |  |

|  | Iberia | 2:0 | Colchagua |  |  |

Marcador agregado 3–0.Iberia avanza a la final de la zona sur del Torneo de Apertura de la Tercera División de Chile 2003.
|  | Deportes Linares | 1:1 | Deportes Santa Cruz |  |  |

|  | Deportes Santa Cruz | 0:2 | Deportes Linares |  |  |

Marcador agregado 3–1.Deportes Linares avanza a la final de la zona sur del Torneo de Apertura de la Tercera División de Chile 2003.

#### Tercer Lugar
|  | Deportes Santa Cruz | 2:1 | Colchagua |  |  |

|  | Colchagua | 0:3 | Deportes Santa Cruz |  |  |

Marcador agregado 5–1. Deportes Santa Cruz obtiene el tercer lugar zona norte del Torneo de Apertura de la Tercera División de Chile 2003.

#### Final
|  | Iberia | 1:2 | Deportes Linares |  |  |

|  | Deportes Linares | 1:2 (1:3)pen. | Iberia |  |  |

Marcador agregado 3–3. Iberia obtiene el título de la Zona Sur del Torneo de Apertura de la Tercera División de Chile 2003. mediante definición a penales (3-1).

## Torneo de Clausura

### Primera fase

#### Zona Norte
| Pos | Equipo                  | Pts | PJ | G  | E  | P  | GF | GC | DIF |
| --- | ----------------------- | --- | -- | -- | -- | -- | -- | -- | --- |
| 1   | San Luis                | 63  | 28 | 19 | 3  | 6  | 70 | 26 | +44 |
| 2   | Barnechea               | 57  | 28 | 17 | 4  | 7  | 54 | 33 | +21 |
| 3   | Universidad Católica B  | 56  | 28 | 18 | 1  | 9  | 72 | 37 | +35 |
| 4   | UNIACC                  | 55  | 28 | 16 | 7  | 5  | 64 | 34 | +30 |
| 5   | Hosanna                 | 46  | 28 | 13 | 7  | 8  | 49 | 42 | +7  |
| 6   | Trasandino              | 43  | 28 | 11 | 10 | 7  | 42 | 36 | +6  |
| 7   | San Antonio Unido       | 42  | 28 | 11 | 9  | 8  | 53 | 48 | +5  |
| 8   | Deportes Quilicura      | 40  | 28 | 11 | 7  | 10 | 39 | 36 | +3  |
| 9   | Lautaro de Buin         | 40  | 28 | 10 | 10 | 8  | 31 | 31 | 0   |
| 10  | Municipal Limache       | 35  | 28 | 9  | 6  | 13 | 55 | 53 | +2  |
| 11  | Municipal Iquique       | 33  | 28 | 9  | 6  | 13 | 48 | 49 | -1  |
| 12  | Concón National         | 27  | 28 | 9  | 0  | 19 | 37 | 81 | -44 |
| 13  | Municipal Nogales Melón | 26  | 28 | 6  | 8  | 14 | 27 | 54 | -27 |
| 14  | Cristo Salva C. V.      | 22  | 28 | 5  | 7  | 16 | 32 | 53 | -21 |
| 15  | Selección de Palestina  | 9   | 28 | 2  | 3  | 23 | 14 | 74 | -60 |

### Zona Sur
| Pos | Equipo              | Pts | PJ | G  | E | P  | GF | GC | DIF |
| --- | ------------------- | --- | -- | -- | - | -- | -- | -- | --- |
| 1   | Iberia              | 50  | 22 | 14 | 5 | 3  | 30 | 15 | +15 |
| 2   | Deportes Linares    | 45  | 22 | 13 | 4 | 5  | 39 | 19 | +20 |
| 3   | Constitución Unido  | 44  | 22 | 13 | 5 | 4  | 40 | 19 | +21 |
| 4   | Ñublense            | 41  | 22 | 13 | 2 | 7  | 48 | 32 | +16 |
| 5   | Curicó Unido        | 40  | 22 | 12 | 4 | 6  | 30 | 21 | +9  |
| 6   | Malleco Unido       | 31  | 22 | 9  | 4 | 9  | 28 | 30 | -2  |
| 7   | Huachipato B        | 30  | 22 | 8  | 6 | 8  | 34 | 32 | +2  |
| 8   | Deportes Santa Cruz | 29  | 22 | 7  | 6 | 9  | 27 | 34 | -7  |
| 9   | Deportes Laja       | 24  | 22 | 6  | 6 | 10 | 23 | 30 | -7  |
| 10  | Colchagua           | 23  | 22 | 6  | 4 | 12 | 27 | 41 | -14 |
| 11  | Los Condores        | 12  | 22 | 3  | 3 | 16 | 21 | 41 | -20 |
| 12  | General Velásquez   | 9   | 22 | 2  | 3 | 17 | 17 | 50 | -33 |

PJ = Partidos Jugados; G = Partidos Ganados; E = Partidos empatados; P = Partidos perdidos; GF = Goles a favor; GC = Goles en contra; DIF = Diferencia de goles; Pts = Puntos
|  | Clasificado a la Fase final |

### Hexagonal Final
Los 6 equipos finalista, jugaron bajo el sistema todos contra todos y determinaron el campeón
| Pos | Equipo             | Pts | PJ | G | E | P | GF | GC | DIF |
| --- | ------------------ | --- | -- | - | - | - | -- | -- | --- |
| 1   | San Luis           | 23  | 10 | 7 | 2 | 1 | 19 | 8  | +11 |
| 2   | Deportes Linares   | 21  | 10 | 7 | 0 | 3 | 18 | 6  | +12 |
| 3   | Iberia             | 14  | 10 | 4 | 2 | 4 | 10 | 13 | -3  |
| 4   | Barnechea          | 13  | 10 | 4 | 1 | 5 | 10 | 15 | -5  |
| 5   | UNIACC             | 10  | 10 | 3 | 1 | 6 | 15 | 18 | -3  |
| 6   | Constitución Unido | 5   | 10 | 1 | 2 | 7 | 14 | 26 | -12 |

## Campeón
| Campeón San Luis              |
| Asciende a Primera B de Chile |